# ناحیه فلورشتی
ناحیه فلورشتی (به لاتین: Florești District) یک منطقهٔ مسکونی در مولداوی است که در جمهوری شوروی سوسیالیستی مولداوی واقع شده‌است. ناحیه فلورشتی ۱٬۱۰۸ کیلومتر مربع مساحت و ۷۶٬۴۵۷ نفر جمعیت دارد و ۲۸۹ متر بالاتر از سطح دریا واقع شده‌است.